# Rue de la Véga
La rue de la Véga est une voie située dans le quartier de Bel-Air du 12e arrondissement de Paris.

## Situation et accès
C'est une rue peu large qui part de l’avenue Daumesnil, coupe la rue Rottembourg et se termine sur la place Yvette Vincent-Alleaume où débouche la rue de Montempoivre qui rejoint l’avenue du Général-Michel-Bizot.
La rue de la Véga est accessible à proximité par les lignes de métro 8 à la station Michel Bizot et 6 à la station Bel-Air.

## Origine du nom
Elle porte ce nom en référence au navire La Véga, commandé par Adolf Erik Nordenskiöld, lors de son expédition vers les mers polaires (1878-1879).

## Historique
La rue, située sur la commune de Saint-Mandé, déjà présente au XVIIIe siècle sous forme d'un sentier visible sur le plan de Roussel de 1730, est appelée dans un premier temps « rue de la Voûte-du-Cours », voie qui se poursuit alors par les actuelles avenues du Général-Michel-Bizot et du Docteur-Arnold-Netter jusqu'à l'avenue de Saint-Mandé.
Classée dans la voirie parisienne en vertu du décret du 23 mai 1863 elle prend sa dénomination actuelle par un arrêté du 23 octobre 1880.

## Bâtiments remarquables et lieux de mémoire
- Présence d'une fontaine Wallace (grand modèle) à l'une de ses extrémités, la place Yvette-Vincent-Alleaume.

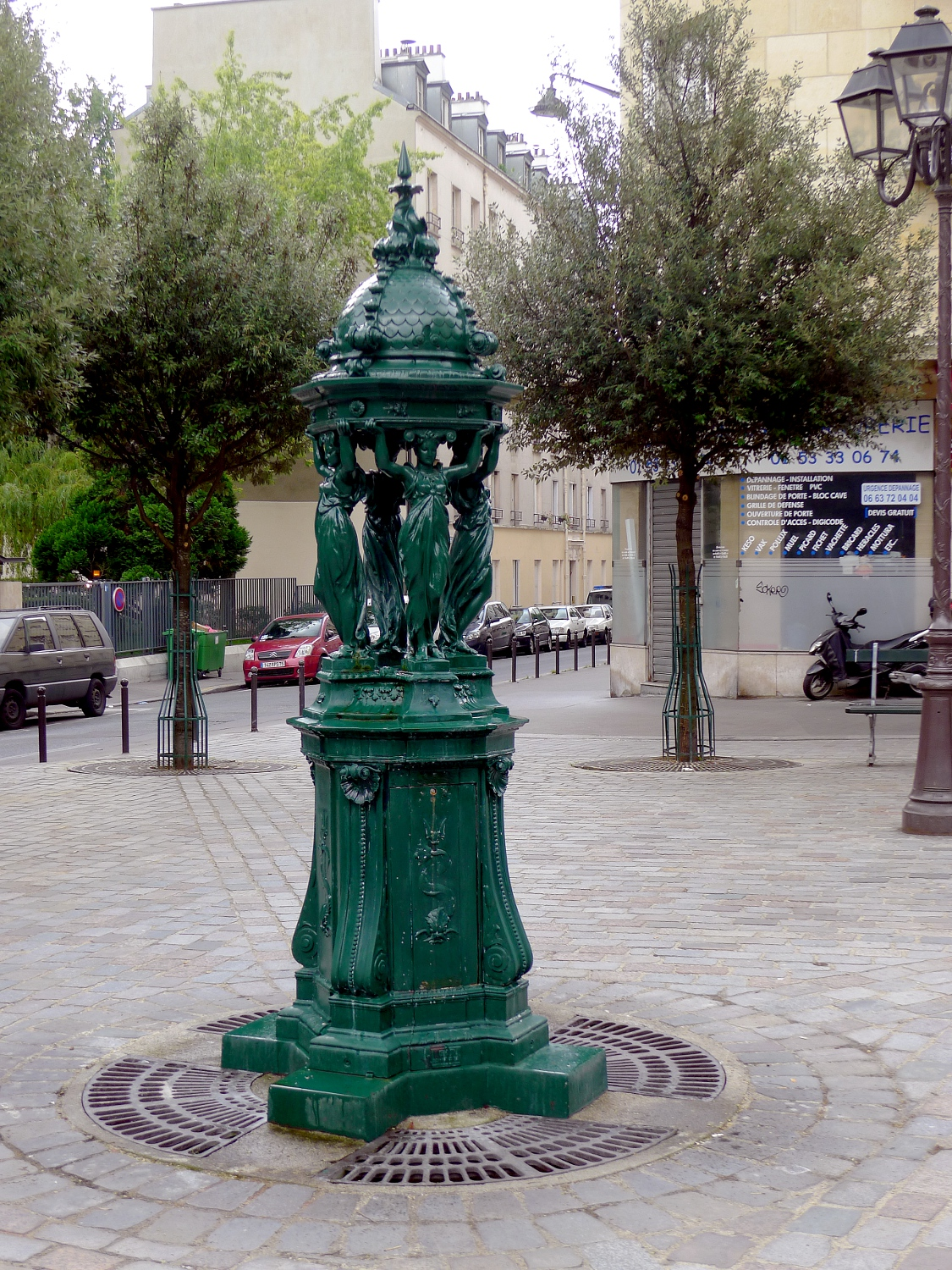
Fontaine Wallace, sur la place Yvette-Vincent-Alleaume.